# Yamaguchi Motohiro
Yamaguchi Motohiro (山口 素弘 sinh ngày 29 tháng 1 năm 1969) là một cựu cầu thủ và huấn luyện viên bóng đá Nhật Bản từng chơi cho đội tuyển bóng đá quốc gia Nhật Bản.

## Thống kê sự nghiệp
| Đội tuyển bóng đá Nhật Bản | Đội tuyển bóng đá Nhật Bản | Đội tuyển bóng đá Nhật Bản |
| Năm                        | Trận                       | Bàn                        |
| -------------------------- | -------------------------- | -------------------------- |
| 1995                       | 14                         | 1                          |
| 1996                       | 13                         | 2                          |
| 1997                       | 22                         | 1                          |
| 1998                       | 9                          | 0                          |
| Tổng cộng                  | 58                         | 4                          |